# 털뭉치 곤지로
《털뭉치 곤지로》(일본어: けだまのゴンじろー)는 일본의 소니 인터랙티브 엔터테인먼트 또는 소니 그룹과 월간 코로코로 코믹(쇼가쿠칸)의 편집부가 만든 미디어 믹스 작품이다.
애니메이션은 OLM, 위트 스튜디오, SIGNAL.MD에서 공동으로 만들어 2019년 4월 6일부터 2020년 3월 28일까지 TV 도쿄 계열에서 방영되었으며, 대한민국에서는 2020년 6월 24일부터 12월 3일까지 재능TV에서 《변신뭉치 모리》라는 이름으로 방영했다.

## 한국어판 목소리 출연
- 정의한: 모리
- 양정화: 김시후
- 정미숙: 장미
- 이인성: 버튼 아저씨
- 최한: 밤톨 선생님
- 홍진욱: 검신
- 손선영: 뽀리
- 김기철: 아나운서
- 김용준: 모소룡